# Callicarpa floccosa
Callicarpa floccosa là một loài thực vật có hoa trong họ Hoa môi. Loài này được Urb. mô tả khoa học đầu tiên năm 1924.